# Teuthraustes braziliensis
Espèce
Teuthraustes braziliensis est une espèce de scorpions de la famille des Chactidae.

## Distribution
Cette espèce est endémique de l'État d'Amazonas au Brésil. Elle se rencontre vers Beruri.

## Description
Le mâle holotype mesure 44,5 mm.

## Étymologie
Son nom d'espèce, composé de brazil(i) et du suffixe latin -ensis, « qui vit dans, qui habite », lui a été donné en référence au lieu de sa découverte, le Brésil.

## Publication originale
- Lourenço & Duhem, 2010 : The geographical pattern of distribution of the genus Teuthraustes Simon (Scorpiones, Chactidae) in South America and description of a new species. Comptes Rendus Biologies, vol. 333, no 11/12, p. 858-863.